# Joe Sullivan (musicien)
Pour les articles homonymes, voir Joe Sullivan et Sullivan.
Joe Sullivan est un trompettiste, compositeur, arrangeur et pédagogue canadien.

## Biographie
Joe Sullivan a grandi à Timmins, en Ontario. Dans sa jeunesse, il jouait du piano, puis de la trompette à l’adolescence et enfin de la trompette classique à l’université d'Ottawa. Poussé par son amour du jazz, il se perfectionne d’abord à la Berklee School of Music, puis obtient une maîtrise au New England Conservatory of Music de Boston, où il a été étudiant de Jimmy Giuffre et George Russell,. Après ses études, il s’est installé à Montréal (Québec) pour jouer, composer, arranger, diriger des orchestres et enseigner.
Son groupe, le Joe Sullivan Big Band, originaire de Montréal, fait ses débuts scéniques au Concordia Concert Hall en 1999. Un premier album homonyme sort en 2002 au label  Effendi Records. Un deuxième, sous le titre Stop and Listen, voit le jour en 2006 toujours chez Effendi. Le dernier en date, Unfamiliar Surroundings, sort en 2017 chez Effendi Records et Perry Lake Records. En 2022, Joe Sullivan compte donc trois disques à titre de leader sur l'étiquette montréalais Effendi Records. 
Sullivan collabore aussi régulièrement avec l'Orchestre National de jazz de Montréal (ONJM) à titre d'arrangeur, compositeur et chef d'orchestre. Il a d'ailleurs a composé et arrangé Pandemonia pour l'ONJM. En parallèle, il enseigne la composition jazz, l’arrangement musical et la trompette à la Schulich School of Music de l’Université McGill.

## Discographie

### Joe Sullivan Sextet
- 1997 : Rumours from the Soul (Nu-Jazz Records)
- 2010 : Voices (Effendi Records)

### Joe Sullivan Big Band
- 2002 : Joe Sullivan Big Band (Effendi Records)
- 2006 : Stop and Listen (Effendi Records)
- 2017 : Unfamiliar Surroundings (Effendi Records / Perry Lake Records)